# Luca Bortolaso
Luca Bortolaso (ur. 23 stycznia 1981) – włoski lekkoatleta specjalizujący się w biegach płotkarskich i sprinterskich. 
W 1998 r. zdobył srebrny medal w biegu na 400 metrów przez płotki (uzyskany czas: 51,70) podczas światowych igrzysk młodzieży. Największy sukces w karierze odniósł w 1999 r. w Rydze, zdobywając na mistrzostwach Europy juniorów brązowy medal w biegu na 400 m ppł (uzyskany czas: 51,80).
Rekordy życiowe:
- bieg na 400 metrów (stadion) – 48,15 (13 czerwca 1999, Cesano Maderno)
- bieg na 400 metrów (hala) – 48,96 (21 lutego 2004, Genua)
- bieg na 400 metrów przez płotki (stadion) – 50,47 (12 września 2004, San Giuliano Terme)